# Klan Macpherson
Klan Macpherson (MacPherson, McPherson, gael. Mac a’ Phearsoin) – szkocki klan góralski, wraz z klanem Mackintosh i kilkoma mniejszymi klanami tworzyli federację klanów zwaną klanem Chattan.